# Min Jiang (dopływ Jangcy)
Min Jiang (chiń. 岷江; pinyin Mín Jiāng) – rzeka w Chinach o długości 793 km, w prowincji Syczuan, uchodząca do rzeki Jangcy. Powierzchnia dorzecza wynosi ok. 133 500 km². Na rzece znajduje się system irygacyjny w Dujiangyan, wpisany na listę światowego dziedzictwa UNESCO.
W chińskiej mitologii bóstwo tej rzeki nazywano Dziwny Wygląd (chiń. 奇相; pinyin Qíxiāng), miało ono końską głowę na ciele smoka.